# アエロピュルム・ペルニクス
アエロピュルム・ペルニクス（アエロピルム- 、エアロパイラム・パーニックス、Aeropyrum pernix）は浅海の熱水噴出孔に生息する古細菌の一種で、2017年現在知られている生物の中では最も高温で増殖が可能な偏性好気性生物である（通性好気性生物まで含めればPyrobaculum aerophilumが上回る）。属名はギリシャ語をラテン語化したもので、空気(Aero)+ 炎(Pyr)。種形容語は、顕微鏡で観察したこところ活発に動いていたことから、ラテン語で「敏捷な」「素早く動く」を意味するpernixと名づけられた。
1996年6月に鹿児島県十島村・小宝島の水深20mの浅海から分離された。鞭毛を持たない（線毛を持つ）直径0.8-1.0μmの不規則な形をした球菌で、好気条件下で従属栄養的に増殖する。至適生育温度は90-95°C（生育可能範囲は70-100°C）、至適pHは7(同pH5-9)、至適塩濃度は3.5%（同1.8-7.0%。1.5%以下で溶菌）。至適条件でも世代時間は200分とそれ程速くないが、培養終了時の菌収量は比較的多く、好気条件で簡便に培養でき、有毒なガスも出さないため研究材料としては使いやすい。2004年には小笠原諸島の水曜海山水深1385mにある深海熱水噴出孔から近縁種Aeropyrum caminiが発見されている。
1999年には全ゲノム配列が日本で解読された（Aeropyrum pernix K1株. 2006年修正）。ゲノムサイズは1,669,696塩基対、ORFは1,700箇所KEGG。クエン酸回路を構成する酵素のうち、αケトグルタル酸デヒドロゲナーゼを欠くが、代わりに2-オキソ酸:フェレドキシン酸化還元酵素を持っていた。また、クレン古細菌としては初の全ゲノム解析例となり、原核生物の細胞分裂に必須のFtsZやminD、真核生物やユーリ古細菌のDNA結合タンパクであるヒストンを持たないことが明らかとなった（後にそれぞれESCRT、Albaが代わりに働くことが判明）。